# Leucoma nigripennata
Leucoma nigripennata är en fjärilsart som beskrevs av Otto Staudinger 1899. Leucoma nigripennata ingår i släktet Leucoma och familjen tofsspinnare. Inga underarter finns listade i Catalogue of Life.